# ناواجاي (باجور)
ناواجاي هي بلدة تقع في إقليم باجور [الإنجليزية] في المناطق القبلية الخاضعة للإدارة الفيدرالية الباكستانية. تقع بجوار الحدود مع أفغانستان. تضم المدينة أيضًا المقر الرئيسي لكشافة باجور. هذه المدينة هي موطن "المستعمرة المدنية" والتي تعمل كمحكمة باجور تحت سلطة الوكيل السياسي.